# Николай Неврев
Николай Василевич Неврев, /на руски Никола́й Васи́льевич Не́врев/, роден през 1830 г. в Москва, починал на 3/16 май в Могильовска губерния е руски исторически и жанров художник, един от най-ярките представители на Обществото на передвижниците.

## Учение и сюжети
Неврев е исторически и жанров живописец, роден през 1830. Учи в годините 1850 – 1855 в Московското училище по живопис и скулптура. При завършването му получава званието „свободен художник“.
Живеейки постоянно в Москва, първоначално рисува портрети, а след това сцени от руския народен бит, а в края на живота си, от средата на седемдесетте години на 19. век нататък, започва да изобразява предимно сюжети от отечествената история.

## Най-известни творби
През 1881 г. постъпва в Обществото на передвижниците.
Главните му творби са: „Панихида на селското гробище“ /1865/, „Из близкото минало“ (1866, „Държавна Третяковска галерия“), „Наследството на чиновника“, „Странник сред търговско семейство“, „Войвода“ (по поемата на Мицкевич), „Две другарки“, „Разделяне на наследството“ (1889, в „Третяковската галерия“ в Москва), „Сватосване“ (1889).

## Исторически сюжети
Сред историческите му произведения за най-значими се смятат „Княз Роман Галицкий и папските посланици“, „Дмитрий Самозванец при Вишневски“ (1881, намира се в Третяковската галерия), „Представянето на Ксения Годунова пред Лъжедмитрий“ (1882), „Захар Ляпунов и Василий Шуйский“ (1886), „Патриарх Никон пред съда“ (1885), „Ярослав Мъдри изпраща дъщеря си Анна като невеста на френския крал Анри І“ (1888).

## Последни години
Последните си години Неврев живее в бедност. На 74-годишна възраст той се застрелва от отчаяние в имението си Лисковщина в Могильовска губерния.

## Галерия
- „Сгледа“, 1888 г.
- „Увещание“, 1893 г.
- „Протодякон, провъзгласяващ на именния ден на търговеца дълголетие“, 1866 г.
- „Разделяне на наследството“, 1888 г.
- „Петър І показва пред своята тъща, пред патриарх Андриан и пред учителя си Зотов чуждестранното си облекло 1903 г.“
- „Лъжедмитрий при крал Сигизмунд“, 1874 г.